# VI wojna wenecko-turecka

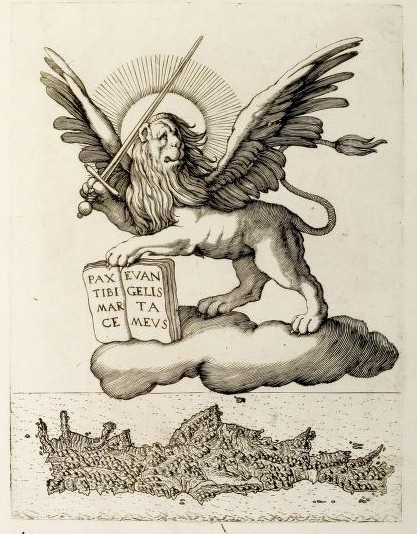
Lew św. Marka jako obrońca weneckiej Krety. Alegoria z roku 1651

VI wojna wenecko-turecka – wojna toczona w latach 1645–1669 między Republiką Wenecką a Imperium Osmańskim, zwana również wojną kandyjską od głównego portu Wenecjan na Krecie – Kandii. Konflikt ten był jednym z najdłuższych i najbardziej krwawych w historii wojen turecko-weneckich i przyczynił się do osłabienia zarówno Wenecji, jak i Turcji. W wyniku wojny Wenecja musiała pogodzić się z utratą Krety.

## Tło wojny
Kreta (zwana przez Wenecjan Kandią tak jak główne jej miasto) była ostatnią posiadłością wenecką na wschodzie, bronioną przed inwazją turecką dzięki rozbudowanej flocie. W XVII wieku przeżywające wewnętrzny kryzys Imperium osmańskie szukało w ekspansji zewnętrznej lekarstwa na uzdrowienie politycznych perturbacji. Kreta wydawała się wówczas łatwym łupem, gdyż Republika Wenecka była wówczas uważana za słabe państwo. Jej zdobycie było tym ważniejsze, że wyspa ta dawała schronienie korsarzom maltańskim napadającym na okręty i wybrzeża tureckie.

## Przebieg

### Inwazja turecka i rozpoczęcie oblężenie Kandii
24 czerwca 1645 roku Osmanowie pod rządami sułtana Ibrahima I wysłali na Kretę armię w sile 60 000 ludzi i rozpoczęli atak na Kaneę – drugi obok Kandii ważny port kreteński. Mimo bohaterskiego oporu załogi weneckiej (Biagio Ziuliani wysadził w powietrze zdobywany przez Turków zamek św. Teodora). Kanea poddała się Turkom 22 sierpnia. Dwumiesięczny opór miasta umożliwił Wenecjanom zebranie posiłków i wysłanie ich w celu przygotowania obrony stolicy Krety, Kandii. Wokół tej górzystej twierdzy trwała ponad dwudziestoletnia wojna, która wyczerpała obydwie strony. Oblężenie Kandii rozpoczęło się dopiero w maju roku 1648, a Turcy prowadzili je na tyle nieudolnie, że Wenecjanom i ich sojusznikom udawało się niejednokrotnie przesłać do miasta posiłki.

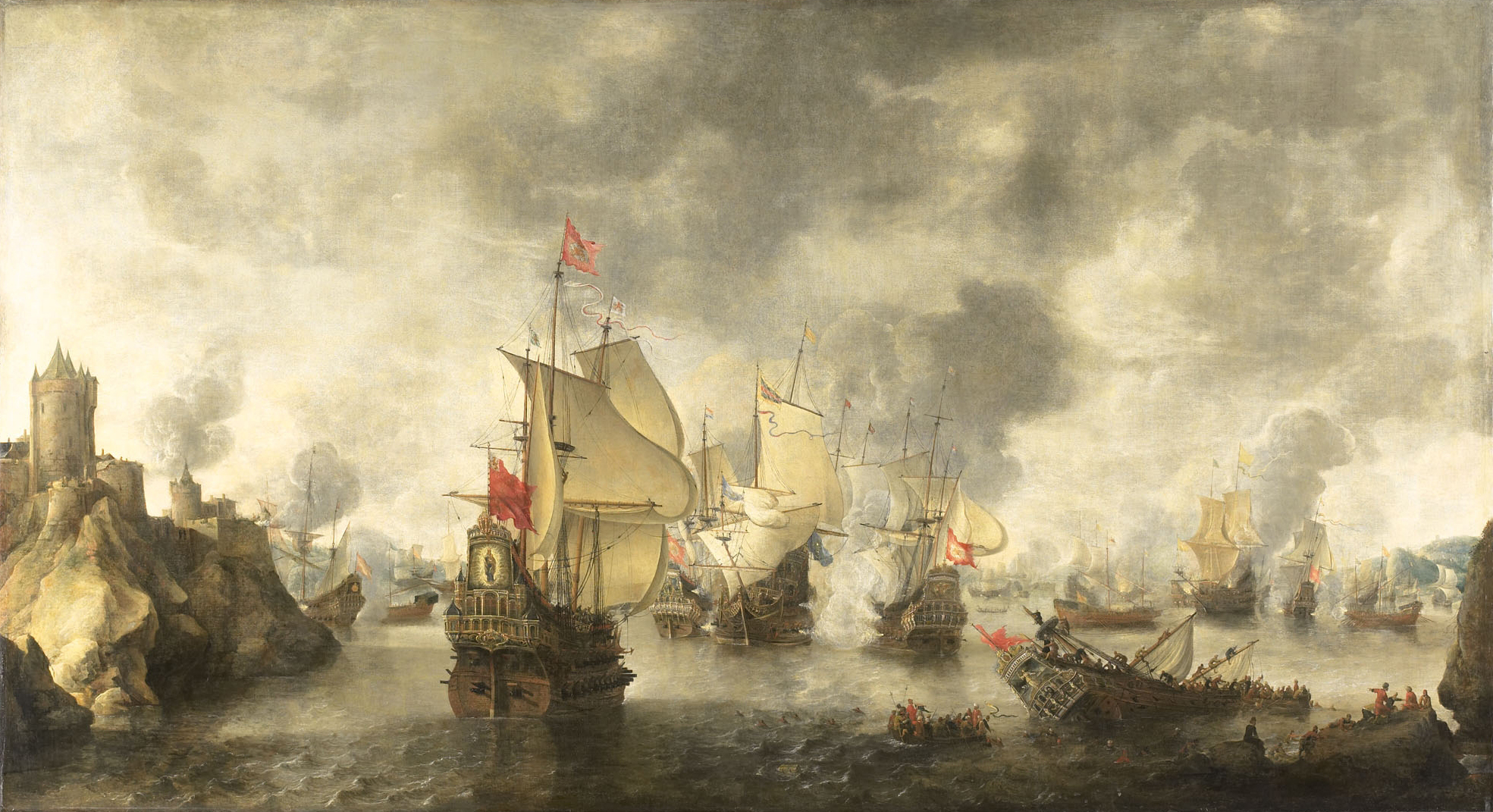
Bitwa pod Foceą w 1649
(Abraham Beerstratenm, 1656)

### Ofensywy weneckie
Przedłużające się oblężenie Kandii dało Wenecjanom nadzieję na zmuszenie Turków do odwrotu. Plan ofensywy weneckiej zakładał zniszczenie floty tureckiej i takie zagrożenie Stambułu, które zmusiłoby Turków do negocjacji pokojowych. Flota wenecka zaczęła odnosić wówczas sukcesy: pokonano Turków niedaleko starożytnej Focei (1649), a w 1651 koło Paros Lazzaro Moceni zniszczył całą napotkaną eskadrę turecką. Kolejna ofensywa wenecka w roku 1656 dała wielkie zwycięstwo nad flotą turecką pod Hellespontem i zajęcie wysp Tenedos i Lemnos, które stały się punktami wypadowymi na Dardanele. Próba sforsowania Dardaneli podjęta w 1657 nie powiodła się, choć Wenecjanie znów zniszczyli flotę nieprzyjaciela, to stracili w tej bitwie admirała Moceniego. Turcy w podjętych wówczas rokowaniach pokojowych żądali wciąż Kandii, przez co Republika Wenecka zerwała rozmowy.

### Ofensywa turecka i zdobycie Kandii
W roku 1659 wezyr Mehmed Köprülü, który odbudował turecką flotę i przywrócił w armii dyscyplinę odbił z rąk weneckich Tenedos i Lemnos i uniemożliwił dalsze ataki weneckie na Dardanele. Wenecjanie musieli przejść do defensywy i choć zakończenie wojny hiszpańsko-francuskiej (pokój pirenejski 1659) umożliwiło wezwanie pomocy zarówno francuskiej, jak i hiszpańskiej, to los twierdzy powoli zdawał się być przesądzony. Sytuacja obrońców pogorszyła się, gdy Turcy zawarli w 1664 pokój z Habsburgami na Węgrzech i cały swój wysiłek wojenny skierowali na Kretę. W 1666 blokowana dotychczas i bombardowana Kandia została zamknięta szczelniejszym i pełnym oblężeniem. Po licznych szturmach, podkopach i ciągłym bombardowaniu miasto zostało zmuszone do poddania się (4 września 1669). Bezpośrednią przyczyną kapitulacji było wycofanie się kontyngentu francuskiego dwa tygodnie wcześniej.

## Traktat pokojowy i skutki wojny
Upadek Kandii spowodował wszczęcie rokowań pokojowych, jako że samotna Wenecja nie miała szans na podjęcie kontrofensywy. Pokój był dla Republiki Weneckiej dość ciężki: zrzekała się praw do Krety (poza portami Suda i Spinalonga) i musiała płacić trybut z wyspy Zante w wysokości 1,5 tys. talarów rocznie. Zatrzymywała jednak zdobytą w czasie wojny ważną twierdzę Klis w Dalmacji. Wyczerpanie Wenecji było olbrzymie, jednak sukces turecki był niewspółmiernie mały w stosunku do poczynionych nakładów i faktu prowadzenia niemal 25-letniej wojny. W trakcie samego oblężenia Kandii zginęło ok. 100 tys. żołnierzy tureckich, flota turecka zaś musiała być kilkakrotnie odbudowywana po ciężkich stratach zadanych jej przez Wenecjan. Sukces tej wojny był obok zdobycia Kamieńca Podolskiego trzy lata później, jednym z ostatnich jakie Turcy mieli odnieść w Europie. Wkrótce zaś Wenecja z chęcią przystąpiła do zmontowanej przeciw Porcie Osmańskiej koalicji państw chrześcijańskich, by wziąć rewanż za klęskę kandyjską.

## Chronologia wojny kandyjskiej
- 1648–1669 – oblężenie Kandii[1]
- 26 maja 1646 – bitwa morska w Cieśninie Dardanelskiej
- 12 maja 1649 – bitwa morska pod Foça
- 10 lipca 1651 – bitwa morska pod Paros
- 16 maja 1654 – bitwa morska w Cieśninie Dardanelskiej
- 21 czerwca 1655 – bitwa morska w Cieśninie Dardanelskiej
- 26–27 czerwca 1656 – bitwa morska pod Hellespontem
- 17 lipca 1657 – bitwa morska w Cieśninie Dardanelskiej
- 27 sierpnia 1661 – bitwa morska pod Milos
- 29 września 1662 – bitwa morska pod Kos